# Tvoje lice zvuči poznato (8. sezona)
Osma sezona hrvatskoga plesno-pjevačkog showa Tvoje lice zvuči poznato s prikazivanjem je započela 3. ožujka 2024. godine na Novoj TV, a na bosankohercegovačkom kanalu Nova BH 8. ožujka iste godine.
Trinaesta, finalna epizoda sezone prikazala se 26. svibnja 2024., a pobjednikom je proglašen Alen Bičević.

## Voditelji i žiri
U osmoj sezoni televizijskog showa voditelji emisije su:
- Igor Mešin
- Filip Detelić

Članovi žirija su: 
- Goran Navojec
- Renata Končić
- Enis Bešlagić
- Mario Roth

## Natjecatelji
U osmoj sezoni iz tjedna u tjedan nastupalo je osmero kandidata.
| Natjecatelj         | Godina rođenja | Mjesto rođenja | Zanimanje                      |
| ------------------- | -------------- | -------------- | ------------------------------ |
| Antonia Dora Pleško | 1998.          | Split          | pjevačica                      |
| Luciano Plazibat    | 1998.          | Solin          | plesač i influencer            |
| Antonija Šola       | 1979.          | Zagreb         | pjevačica i tekstospisateljica |
| Tomislav Marić      | 1997.          | Livno, BiH     | pjevač i radijski voditelj     |
| Mia Negovetić       | 2002.          | Rijeka         | pjevačica                      |
| Faris Pinjo         | 1996.          | Visoko, BiH    | glumac i pjevač                |
| Alen Bičević        | 1993.          | Mali Lošinj    | pjevač                         |
| Marija Kolb         | 1982.          | Zagreb         | glumica                        |

### Ukupni poredak
| Rb. | Natjecatelj  | Epizoda | Epizoda | Epizoda | Epizoda | Epizoda | Epizoda | Epizoda | Epizoda | Epizoda | Epizoda | Epizoda | Epizoda | Ukupno prije finala | Ep. 13            |
| Rb. | Natjecatelj  | 1       | 2       | 3       | 4       | 5       | 6       | 7       | 8       | 9       | 10      | 11      | 12      | Ukupno prije finala | Ep. 13            |
| --- | ------------ | ------- | ------- | ------- | ------- | ------- | ------- | ------- | ------- | ------- | ------- | ------- | ------- | ------------------- | ----------------- |
| 1.  | Alen         | 43      | 58      | 45      | 58      | 44      | 17      | 41      | 36      | 25      | 32      | 78      | 33      | 510                 | 75                |
| 2.  | Tomislav     | 47      | 26      | 16      | 42      | 59      | 27      | 32      | 41      | 51      | 27      | 33      | 57      | 458                 | 47                |
| 3.  | Marija       | 38      | 38      | 36      | 27      | 27      | 26      | 42      | 24      | 51      | 81      | 23      | 39      | 452                 | 42                |
| 4.  | Antonia Dora | 52      | 39      | 44      | 32      | 35      | 25      | 23      | 30      | 30      | 47      | 45      | 45      | 447                 | 54                |
| 5.  | Mia          | 38      | 18      | 53      | 25      | 27      | 52      | 24      | 59      | 26      | 33      | 17      | 32      | 404                 | revijalni nastupi |
| 6.  | Faris        | 24      | 45      | 21      | 50      | 29      | 43      | 31      | 24      | 52      | 21      | 35      | 24      | 399                 | revijalni nastupi |
| 7.  | Luciano      | 18      | 32      | 23      | 33      | 44      | 53      | 24      | 48      | 22      | 21      | 25      | 30      | 373                 | revijalni nastupi |
| 8.  | Antonija     | 24      | 28      | 46      | 17      | 19      | 41      | 67      | 22      | 27      | 22      | 28      | 24      | 365                 | revijalni nastupi |

## Pregled epizoda

### Prva epizoda – 3. ožujka 2024.
| Natjecatelj | Transformacija i pjesma                | Bodovanje kandidata | Bodovanje kandidata | Bodovanje kandidata | Bodovanje kandidata | Bodovanje kandidata | Bodovanje kandidata | Bodovanje kandidata | Bodovanje kandidata | Bodovanje žirija | Bodovanje žirija | Bodovanje žirija | Bodovanje žirija | Ukupno bodova |
| Natjecatelj | Transformacija i pjesma                | Antonia             | Luciano             | Antonija            | Tomislav            | Mia                 | Faris               | Alen                | Marija              | Goran            | Minea            | Mario            | Enis             | Ukupno bodova |
| ----------- | -------------------------------------- | ------------------- | ------------------- | ------------------- | ------------------- | ------------------- | ------------------- | ------------------- | ------------------- | ---------------- | ---------------- | ---------------- | ---------------- | ------------- |
| Antonia D.  | Mišo Kovač – "Drugi joj raspliće kosu" | X                   | 5                   | 5                   |                     |                     |                     |                     |                     | 12               | 9                | 9                | 12               | 52            |
| Luciano     | Kylie Minogue – "Padam Padam"          |                     | X                   |                     |                     |                     |                     |                     |                     | 5                | 4                | 5                | 4                | 18            |
| Antonija    | Vojko V – "Mamacita"                   |                     |                     | X                   |                     |                     |                     |                     |                     | 6                | 7                | 6                | 5                | 24            |
| Tomislav    | Toma Zdravković – "Za Ljiljanu"        |                     |                     |                     | X                   |                     | 5                   |                     |                     | 10               | 12               | 10               | 10               | 47            |
| Mia         | Ariana Grande – "No Tears Left to Cry" |                     |                     |                     |                     | X                   |                     |                     |                     | 9                | 8                | 12               | 9                | 38            |
| Faris       | Doris Dragović – "Petak"               |                     |                     |                     |                     | 5                   | X                   |                     |                     | 4                | 5                | 4                | 6                | 24            |
| Alen        | Tony Cetinski – "Od milijun žena"      | 5                   |                     |                     |                     |                     |                     | X                   | 5                   | 7                | 10               | 8                | 8                | 43            |
| Marija      | Shakira – "Me Enamoré"                 |                     |                     |                     | 5                   |                     |                     | 5                   | X                   | 8                | 6                | 7                | 7                | 38            |

### Druga epizoda – 10. ožujka 2024.
| Natjecatelj | Transformacija i pjesma             | Bodovanje kandidata | Bodovanje kandidata | Bodovanje kandidata | Bodovanje kandidata | Bodovanje kandidata | Bodovanje kandidata | Bodovanje kandidata | Bodovanje kandidata | Bodovanje žirija | Bodovanje žirija | Bodovanje žirija | Bodovanje žirija | Ukupno bodova |
| Natjecatelj | Transformacija i pjesma             | Antonia             | Luciano             | Antonija            | Tomislav            | Mia                 | Faris               | Alen                | Marija              | Goran            | Minea            | Mario            | Enis             | Ukupno bodova |
| ----------- | ----------------------------------- | ------------------- | ------------------- | ------------------- | ------------------- | ------------------- | ------------------- | ------------------- | ------------------- | ---------------- | ---------------- | ---------------- | ---------------- | ------------- |
| Antonia D.  | Petar Grašo – "Ako te pitaju"       | X                   |                     |                     |                     |                     |                     |                     |                     | 9                | 8                | 10               | 12               | 39            |
| Luciano     | Ricky Martin – "Vente pa' ca"       | 5                   | X                   |                     |                     |                     |                     |                     |                     | 6                | 7                | 6                | 8                | 32            |
| Antonija    | Minea – "Good boy"                  |                     |                     | X                   |                     |                     |                     |                     |                     | 5                | 10               | 7                | 6                | 28            |
| Tomislav    | Hiljson Mandela – "Cura s kvarta"   |                     |                     |                     | X                   |                     |                     | 5                   |                     | 8                | 4                | 4                | 5                | 26            |
| Mia         | Vanna – "Da ti nisam bila dovoljna" |                     |                     |                     |                     | X                   |                     |                     |                     | 4                | 5                | 5                | 4                | 18            |
| Faris       | Ed Sheeran – "Bad Habits"           |                     |                     |                     |                     |                     | X                   |                     | 5                   | 12               | 9                | 9                | 10               | 45            |
| Alen        | Aleksandra Prijović – "Dam dam dam" |                     |                     |                     | 5                   | 5                   | 5                   | X                   |                     | 10               | 12               | 12               | 9                | 58            |
| Marija      | Davor Gobac – "Kad sam imao 16"     |                     | 5                   | 5                   |                     |                     |                     |                     | X                   | 7                | 6                | 8                | 7                | 38            |

### Treća epizoda – 17. ožujka 2024.
| Natjecatelj | Transformacija i pjesma                       | Bodovanje kandidata | Bodovanje kandidata | Bodovanje kandidata | Bodovanje kandidata | Bodovanje kandidata | Bodovanje kandidata | Bodovanje kandidata | Bodovanje kandidata | Bodovanje žirija | Bodovanje žirija | Bodovanje žirija | Bodovanje žirija | Ukupno bodova |
| Natjecatelj | Transformacija i pjesma                       | Antonia             | Luciano             | Antonija            | Tomislav            | Mia                 | Faris               | Alen                | Marija              | Goran            | Minea            | Mario            | Enis             | Ukupno bodova |
| ----------- | --------------------------------------------- | ------------------- | ------------------- | ------------------- | ------------------- | ------------------- | ------------------- | ------------------- | ------------------- | ---------------- | ---------------- | ---------------- | ---------------- | ------------- |
| Antonia D.  | Miley Cyrus – "Flowers"                       | X                   |                     |                     |                     | 5                   |                     |                     |                     | 10               | 8                | 12               | 9                | 44            |
| Luciano     | Colonia – "Plamen od ljubavi"                 |                     | X                   |                     |                     |                     |                     |                     |                     | 5                | 6                | 6                | 6                | 23            |
| Antonija    | Tonči Huljić – "Ja san rojen da mi bude lipo" |                     |                     | X                   | 5                   |                     |                     |                     | 5                   | 9                | 10               | 10               | 7                | 46            |
| Tomislav    | Nina Badrić – "Ako kažeš da me ne voliš"      |                     |                     |                     | X                   |                     |                     |                     |                     | 4                | 4                | 4                | 4                | 16            |
| Mia         | Lepa Brena – "Luda za tobom"                  | 5                   | 5                   | 5                   |                     | X                   |                     | 5                   |                     | 7                | 9                | 7                | 10               | 53            |
| Faris       | P!nk – "So What"                              |                     |                     |                     |                     |                     | X                   |                     |                     | 6                | 5                | 5                | 5                | 21            |
| Alen        | Mate Bulić – "Gori borovina"                  |                     |                     |                     |                     |                     | 5                   | X                   |                     | 8                | 12               | 8                | 12               | 45            |
| Marija      | Maluma – "Corazón"                            |                     |                     |                     |                     |                     |                     |                     | X                   | 12               | 7                | 9                | 8                | 36            |

### Četvrta epizoda – 24. ožujka 2024.
| Natjecatelj | Transformacija i pjesma                | Bodovanje kandidata | Bodovanje kandidata | Bodovanje kandidata | Bodovanje kandidata | Bodovanje kandidata | Bodovanje kandidata | Bodovanje kandidata | Bodovanje kandidata | Bodovanje žirija | Bodovanje žirija | Bodovanje žirija | Bodovanje žirija | Ukupno bodova |
| Natjecatelj | Transformacija i pjesma                | Antonia             | Luciano             | Antonija            | Tomislav            | Mia                 | Faris               | Alen                | Marija              | Goran            | Minea            | Mario            | Enis             | Ukupno bodova |
| ----------- | -------------------------------------- | ------------------- | ------------------- | ------------------- | ------------------- | ------------------- | ------------------- | ------------------- | ------------------- | ---------------- | ---------------- | ---------------- | ---------------- | ------------- |
| Antonia D.  | Farruko – "Pepas"                      | X                   |                     |                     |                     |                     |                     |                     |                     | 7                | 8                | 9                | 8                | 32            |
| Luciano     | Severina – "Ante"                      |                     | X                   |                     |                     |                     |                     |                     |                     | 9                | 9                | 8                | 7                | 33            |
| Antonija    | Lady Gaga – "Just Dance"               |                     |                     | X                   |                     |                     |                     |                     |                     | 5                | 4                | 4                | 4                | 17            |
| Tomislav    | Albina – "Tick-Tock"                   |                     | 5                   | 5                   | X                   |                     |                     | 5                   | 5                   | 6                | 5                | 6                | 5                | 42            |
| Mia         | Miroslav Škoro – "Moja Juliška"        |                     |                     |                     |                     | X                   |                     |                     |                     | 4                | 7                | 5                | 9                | 25            |
| Faris       | Käärijä – "Cha Cha Cha"                | 5                   |                     |                     |                     | 5                   | X                   |                     |                     | 10               | 10               | 10               | 10               | 50            |
| Alen        | Gabi Novak – "Pamtim samo sretne dane" |                     |                     |                     | 5                   |                     | 5                   | X                   |                     | 12               | 12               | 12               | 12               | 58            |
| Marija      | Dua Lipa – "Physical"                  |                     |                     |                     |                     |                     |                     |                     | X                   | 8                | 6                | 7                | 6                | 27            |

### Peta epizoda – 31. ožujka 2024.
| Natjecatelj | Transformacija i pjesma            | Bodovanje kandidata | Bodovanje kandidata | Bodovanje kandidata | Bodovanje kandidata | Bodovanje kandidata | Bodovanje kandidata | Bodovanje kandidata | Bodovanje kandidata | Bodovanje žirija | Bodovanje žirija | Bodovanje žirija | Bodovanje žirija | Ukupno bodova |
| Natjecatelj | Transformacija i pjesma            | Antonia             | Luciano             | Antonija            | Tomislav            | Mia                 | Faris               | Alen                | Marija              | Goran            | Minea            | Mario            | Enis             | Ukupno bodova |
| ----------- | ---------------------------------- | ------------------- | ------------------- | ------------------- | ------------------- | ------------------- | ------------------- | ------------------- | ------------------- | ---------------- | ---------------- | ---------------- | ---------------- | ------------- |
| Antonia D.  | Jelena Rozga – "Bižuterija"        | X                   | 5                   |                     |                     | 5                   |                     |                     |                     | 5                | 7                | 6                | 7                | 35            |
| Luciano     | Vuco – "Tražena si roba u gradu"   | 5                   | X                   |                     |                     |                     |                     |                     |                     | 12               | 9                | 10               | 8                | 44            |
| Antonija    | 5 Seconds of Summer – "Youngblood" |                     |                     | X                   |                     |                     |                     |                     |                     | 6                | 4                | 5                | 4                | 19            |
| Tomislav    | Imagine Dragons – "Believer"       |                     |                     |                     | X                   |                     | 5                   | 5                   | 5                   | 10               | 12               | 12               | 10               | 59            |
| Mia         | Alexander Rybak – "Fairytale"      |                     |                     |                     |                     | X                   |                     |                     |                     | 8                | 6                | 7                | 6                | 27            |
| Faris       | Bijelo dugme – "Đurđevdan"         |                     |                     |                     |                     |                     | X                   |                     |                     | 7                | 8                | 9                | 5                | 29            |
| Alen        | Britney Spears – "Womanizer"       |                     |                     | 5                   |                     |                     |                     | X                   |                     | 9                | 10               | 8                | 12               | 44            |
| Marija      | Maja Šuput – "Čista petica"        |                     |                     |                     | 5                   |                     |                     |                     | X                   | 4                | 5                | 4                | 9                | 27            |

### Šesta epizoda – 7. travnja 2024.
| Natjecatelj | Transformacija i pjesma                | Bodovanje kandidata | Bodovanje kandidata | Bodovanje kandidata | Bodovanje kandidata | Bodovanje kandidata | Bodovanje kandidata | Bodovanje kandidata | Bodovanje kandidata | Bodovanje žirija | Bodovanje žirija | Bodovanje žirija | Bodovanje žirija | Ukupno bodova |
| Natjecatelj | Transformacija i pjesma                | Antonia             | Luciano             | Antonija            | Tomislav            | Mia                 | Faris               | Alen                | Marija              | Goran            | Minea            | Mario            | Enis             | Ukupno bodova |
| ----------- | -------------------------------------- | ------------------- | ------------------- | ------------------- | ------------------- | ------------------- | ------------------- | ------------------- | ------------------- | ---------------- | ---------------- | ---------------- | ---------------- | ------------- |
| Antonia D.  | Pitbull – "Fireball"                   | X                   |                     |                     |                     |                     |                     |                     |                     | 10               | 5                | 4                | 6                | 25            |
| Luciano     | Dino Dvornik – "Ništa kontra Splita"   |                     | X                   |                     |                     | 5                   |                     |                     |                     | 12               | 12               | 12               | 12               | 53            |
| Antonija    | Alka Vuica – "Ženska posada"           |                     |                     | X                   |                     |                     |                     | 5                   | 5                   | 8                | 8                | 8                | 7                | 41            |
| Tomislav    | Meghan Trainor – "Made You Look"       |                     |                     |                     | X                   |                     |                     |                     |                     | 5                | 7                | 6                | 9                | 27            |
| Mia         | Chanel Terrero – "SloMo"               | 5                   | 5                   |                     |                     | X                   | 5                   |                     |                     | 9                | 10               | 10               | 8                | 52            |
| Faris       | Luka i Lana – "Prava ljubav"           |                     |                     | 5                   | 5                   |                     | X                   |                     |                     | 7                | 9                | 7                | 10               | 43            |
| Alen        | Álvaro Soler – "Solo para ti"          |                     |                     |                     |                     |                     |                     | X                   |                     | 4                | 4                | 5                | 4                | 17            |
| Marija      | Grupa Vigor / Mario Roth – "Još fališ" |                     |                     |                     |                     |                     |                     |                     | X                   | 6                | 6                | 9                | 5                | 26            |

### Sedma epizoda – 14. travnja 2024.
| Natjecatelj | Transformacija i pjesma                 | Bodovanje kandidata | Bodovanje kandidata | Bodovanje kandidata | Bodovanje kandidata | Bodovanje kandidata | Bodovanje kandidata | Bodovanje kandidata | Bodovanje kandidata | Bodovanje žirija | Bodovanje žirija | Bodovanje žirija | Bodovanje žirija | Ukupno bodova |
| Natjecatelj | Transformacija i pjesma                 | Antonia             | Luciano             | Antonija            | Tomislav            | Mia                 | Faris               | Alen                | Marija              | Goran            | Minea            | Mario            | Enis             | Ukupno bodova |
| ----------- | --------------------------------------- | ------------------- | ------------------- | ------------------- | ------------------- | ------------------- | ------------------- | ------------------- | ------------------- | ---------------- | ---------------- | ---------------- | ---------------- | ------------- |
| Antonia D.  | Jole – "Remek djelo"                    | X                   |                     |                     |                     |                     |                     |                     |                     | 4                | 6                | 6                | 7                | 23            |
| Luciano     | Neda Ukraden – "Na Balkanu"             |                     | X                   |                     |                     |                     |                     |                     | 5                   | 6                | 4                | 4                | 5                | 24            |
| Antonija    | Jennifer Lopez – "El Anillo"            | 5                   | 5                   | X                   | 5                   | 5                   |                     | 5                   |                     | 12               | 10               | 10               | 10               | 67            |
| Tomislav    | Vesna Pisarović – "Sasvim sigurna"      |                     |                     |                     | X                   |                     | 5                   |                     |                     | 5                | 8                | 8                | 6                | 32            |
| Mia         | Soolking – "Suavemente"                 |                     |                     |                     |                     | X                   |                     |                     |                     | 10               | 5                | 5                | 4                | 24            |
| Faris       | Freddie Mercury – "The Show Must Go On" |                     |                     |                     |                     |                     | X                   |                     |                     | 8                | 7                | 7                | 9                | 31            |
| Alen        | Tomislav Ivčić – "Kalelarga"            |                     |                     | 5                   |                     |                     |                     | X                   |                     | 7                | 12               | 9                | 8                | 41            |
| Marija      | LMFAO – "Party Rock Anthem"             |                     |                     |                     |                     |                     |                     |                     | X                   | 9                | 9                | 12               | 12               | 42            |

### Osma epizoda – 21. travnja 2024.
| Natjecatelj | Transformacija i pjesma                | Bodovanje kandidata | Bodovanje kandidata | Bodovanje kandidata | Bodovanje kandidata | Bodovanje kandidata | Bodovanje kandidata | Bodovanje kandidata | Bodovanje kandidata | Bodovanje žirija | Bodovanje žirija | Bodovanje žirija | Bodovanje žirija | Ukupno bodova |
| Natjecatelj | Transformacija i pjesma                | Antonia             | Luciano             | Antonija            | Tomislav            | Mia                 | Faris               | Alen                | Marija              | Goran            | Minea            | Mario            | Enis             | Ukupno bodova |
| ----------- | -------------------------------------- | ------------------- | ------------------- | ------------------- | ------------------- | ------------------- | ------------------- | ------------------- | ------------------- | ---------------- | ---------------- | ---------------- | ---------------- | ------------- |
| Antonia D.  | Madonna – "Into the Groove"            | X                   | 5                   |                     |                     |                     |                     |                     |                     | 7                | 7                | 7                | 4                | 30            |
| Luciano     | Madonna – "Girl Gone Wild"             |                     | X                   |                     |                     | 5                   |                     |                     |                     | 12               | 10               | 9                | 12               | 48            |
| Antonija    | Goran Karan – "Kad zaspu anđeli"       |                     |                     | X                   |                     |                     |                     |                     |                     | 4                | 6                | 6                | 6                | 22            |
| Tomislav    | Jacques Houdek – "Na krilima ljubavi"  |                     |                     | 5                   | X                   |                     |                     | 5                   |                     | 8                | 8                | 8                | 7                | 41            |
| Mia         | Måneskin – "Zitti e buoni"             | 5                   |                     |                     | 5                   | X                   |                     |                     | 5                   | 10               | 12               | 12               | 10               | 59            |
| Faris       | Raffaella Carrà – "Fiesta"             |                     |                     |                     |                     |                     | X                   |                     |                     | 6                | 4                | 5                | 9                | 24            |
| Alen        | Ava Max – "My Head & My Heart"         |                     |                     |                     |                     |                     |                     | X                   |                     | 9                | 9                | 10               | 8                | 36            |
| Marija      | Parni valjak – "Sve još miriše na nju" |                     |                     |                     |                     |                     | 5                   |                     | X                   | 5                | 5                | 4                | 5                | 24            |

### Deveta epizoda – 28. travnja 2024.
| Natjecatelj | Transformacija i pjesma                     | Bodovanje kandidata | Bodovanje kandidata | Bodovanje kandidata | Bodovanje kandidata | Bodovanje kandidata | Bodovanje kandidata | Bodovanje kandidata | Bodovanje kandidata | Bodovanje žirija | Bodovanje žirija | Bodovanje žirija | Bodovanje žirija | Ukupno bodova |
| Natjecatelj | Transformacija i pjesma                     | Antonia             | Luciano             | Antonija            | Tomislav            | Mia                 | Faris               | Alen                | Marija              | Goran            | Minea            | Mario            | Enis             | Ukupno bodova |
| ----------- | ------------------------------------------- | ------------------- | ------------------- | ------------------- | ------------------- | ------------------- | ------------------- | ------------------- | ------------------- | ---------------- | ---------------- | ---------------- | ---------------- | ------------- |
| Antonia D.  | Guns N' Roses – "November Rain"             | X                   |                     |                     |                     |                     |                     |                     |                     | 8                | 7                | 7                | 8                | 30            |
| Luciano     | Danijela Martinović – "Marke nemam"         |                     | X                   | 5                   |                     |                     |                     |                     |                     | 4                | 4                | 4                | 5                | 22            |
| Antonija    | Camila Cabello – "Don't Go Yet"             |                     |                     | X                   |                     |                     |                     |                     | 5                   | 6                | 5                | 5                | 6                | 27            |
| Tomislav    | Vice Vukov – "Suza za zagorske brege"       |                     |                     |                     | X                   |                     | 5                   |                     |                     | 12               | 10               | 12               | 12               | 51            |
| Mia         | Hari Mata Hari – "Lejla"                    |                     |                     |                     |                     | X                   |                     |                     |                     | 7                | 6                | 6                | 7                | 26            |
| Faris       | Gazde – "Još i danas zamiriši trešnja"      |                     |                     |                     | 5                   |                     | X                   | 5                   |                     | 10               | 12               | 10               | 10               | 52            |
| Alen        | Bonnie Tyler – "Total Eclipse of the Heart" |                     |                     |                     |                     |                     |                     | X                   |                     | 5                | 8                | 8                | 4                | 25            |
| Marija      | Sia – "Unstoppable"                         | 5                   | 5                   |                     |                     | 5                   |                     |                     | X                   | 9                | 9                | 9                | 9                | 51            |

### Deseta epizoda – 5. svibnja 2024.
| Natjecatelj | Transformacija i pjesma           | Bodovanje kandidata | Bodovanje kandidata | Bodovanje kandidata | Bodovanje kandidata | Bodovanje kandidata | Bodovanje kandidata | Bodovanje kandidata | Bodovanje kandidata | Bodovanje žirija | Bodovanje žirija | Bodovanje žirija | Bodovanje žirija | Ukupno bodova |
| Natjecatelj | Transformacija i pjesma           | Antonia             | Luciano             | Antonija            | Tomislav            | Mia                 | Faris               | Alen                | Marija              | Goran            | Minea            | Mario            | Enis             | Ukupno bodova |
| ----------- | --------------------------------- | ------------------- | ------------------- | ------------------- | ------------------- | ------------------- | ------------------- | ------------------- | ------------------- | ---------------- | ---------------- | ---------------- | ---------------- | ------------- |
| Antonia D.  | Tereza Kesovija – "I ni me stra'" | X                   |                     |                     |                     |                     |                     |                     | 5                   | 10               | 10               | 10               | 12               | 47            |
| Luciano     | Daleka obala – "Četrnaest palmi"  |                     | X                   |                     |                     |                     |                     |                     |                     | 4                | 5                | 6                | 6                | 21            |
| Antonija    | Let 3 – "Mama ŠČ!"                |                     |                     | X                   |                     |                     |                     |                     |                     | 5                | 6                | 7                | 4                | 22            |
| Tomislav    | Christina Aguilera – "Candyman"   |                     |                     |                     | X                   |                     |                     |                     |                     | 9                | 7                | 4                | 7                | 27            |
| Mia         | Kasandra – "Bilo bi dobro"        |                     |                     |                     |                     | X                   |                     |                     |                     | 8                | 9                | 8                | 8                | 33            |
| Faris       | Zaz – "Je veux"                   |                     |                     |                     |                     |                     | X                   |                     |                     | 7                | 4                | 5                | 5                | 21            |
| Alen        | Umberto Tozzi – "Ti amo"          |                     |                     |                     |                     |                     |                     | X                   |                     | 6                | 8                | 9                | 9                | 32            |
| Marija      | Baby Lasagna – "Rim Tim Tagi Dim" | 5                   | 5                   | 5                   | 5                   | 5                   | 5                   | 5                   | X                   | 12               | 12               | 12               | 10               | 81            |

### Jedanaesta epizoda – 12. svibnja 2024.
| Natjecatelj | Transformacija i pjesma                     | Bodovanje kandidata | Bodovanje kandidata | Bodovanje kandidata | Bodovanje kandidata | Bodovanje kandidata | Bodovanje kandidata | Bodovanje kandidata | Bodovanje kandidata | Bodovanje žirija | Bodovanje žirija | Bodovanje žirija | Bodovanje žirija | Ukupno bodova |
| Natjecatelj | Transformacija i pjesma                     | Antonia             | Luciano             | Antonija            | Tomislav            | Mia                 | Faris               | Alen                | Marija              | Goran            | Minea            | Mario            | Enis             | Ukupno bodova |
| ----------- | ------------------------------------------- | ------------------- | ------------------- | ------------------- | ------------------- | ------------------- | ------------------- | ------------------- | ------------------- | ---------------- | ---------------- | ---------------- | ---------------- | ------------- |
| Antonia D.  | Amy Winehouse – "You Know I'm No Good"      | X                   |                     |                     |                     |                     |                     | 5                   |                     | 10               | 10               | 10               | 10               | 45            |
| Luciano     | Katy Perry – "Teenage Dream"                | 5                   | X                   |                     |                     |                     |                     |                     |                     | 5                | 6                | 5                | 4                | 25            |
| Antonija    | Shania Twain – "That Don't Impress Me Much" |                     |                     | X                   |                     |                     |                     |                     |                     | 7                | 7                | 7                | 7                | 28            |
| Tomislav    | Crvena jabuka – "Zovu nas ulice"            |                     |                     |                     | X                   |                     |                     |                     |                     | 9                | 8                | 8                | 8                | 33            |
| Mia         | Gibonni – "Judi, zviri i beštimje"          |                     |                     |                     |                     | X                   |                     |                     |                     | 4                | 4                | 4                | 5                | 17            |
| Faris       | Bon Jovi – "Livin' On A Prayer""            |                     |                     |                     |                     |                     | X                   |                     |                     | 8                | 9                | 9                | 9                | 35            |
| Alen        | Massimo – "Mali krug velikih ljudi"         |                     | 5                   | 5                   | 5                   | 5                   | 5                   | X                   | 5                   | 12               | 12               | 12               | 12               | 78            |
| Marija      | Zlatni dukati – "Vranac"                    |                     |                     |                     |                     |                     |                     |                     | X                   | 6                | 5                | 6                | 6                | 23            |

### Dvanaesta epizoda – 19. svibnja 2024.
| Natjecatelj | Transformacija i pjesma                      | Bodovanje kandidata | Bodovanje kandidata | Bodovanje kandidata | Bodovanje kandidata | Bodovanje kandidata | Bodovanje kandidata | Bodovanje kandidata | Bodovanje kandidata | Bodovanje žirija | Bodovanje žirija | Bodovanje žirija | Bodovanje žirija | Ukupno bodova |
| Natjecatelj | Transformacija i pjesma                      | Antonia             | Luciano             | Antonija            | Tomislav            | Mia                 | Faris               | Alen                | Marija              | Goran            | Minea            | Mario            | Enis             | Ukupno bodova |
| ----------- | -------------------------------------------- | ------------------- | ------------------- | ------------------- | ------------------- | ------------------- | ------------------- | ------------------- | ------------------- | ---------------- | ---------------- | ---------------- | ---------------- | ------------- |
| Antonia D.  | Edith Piaf – "Non, je ne regrette rien"      | X                   |                     |                     |                     |                     |                     |                     |                     | 9                | 12               | 12               | 12               | 45            |
| Luciano     | Elvis Presley – "A Little Less Conversation" |                     | X                   |                     |                     | 5                   |                     |                     |                     | 6                | 6                | 7                | 6                | 30            |
| Antonija    | Jasmin Stavros – "Nemoj se udavati"          |                     |                     | X                   |                     |                     |                     |                     | 5                   | 4                | 5                | 5                | 5                | 24            |
| Tomislav    | Josipa Lisac – "Na, na, na"                  | 5                   |                     | 5                   | X                   |                     |                     | 5                   |                     | 12               | 10               | 10               | 10               | 57            |
| Mia         | Meri Cetinić – "Lastavica"                   |                     |                     |                     |                     | X                   | 5                   |                     |                     | 5                | 7                | 6                | 9                | 32            |
| Faris       | Domenica – "Vidi se iz aviona"               |                     |                     |                     |                     |                     | X                   |                     |                     | 8                | 4                | 4                | 8                | 24            |
| Alen        | Tajči – "Dvije zvijezdice"                   |                     |                     |                     | 5                   |                     |                     | X                   |                     | 7                | 9                | 8                | 4                | 33            |
| Marija      | Cher – "All or Nothing"                      |                     | 5                   |                     |                     |                     |                     |                     | X                   | 10               | 8                | 9                | 7                | 39            |

### Trinaesta epizoda (finale) – 26. svibnja 2024.
| Natjecatelj | Transformacija i pjesma                   | Početni bodovi                                           | Bodovanje žirija                                         | Bodovanje žirija                                         | Bodovanje žirija                                         | Bodovanje žirija                                         | Bodovanje kandidata                                      | Bodovanje kandidata                                      | Bodovanje kandidata                                      | Bodovanje kandidata                                      | Bodovanje kandidata                                      | Bodovanje kandidata                                      | Bodovanje kandidata                                      | Bodovanje kandidata                                      | Ukupno bodova                                            |
| Natjecatelj | Transformacija i pjesma                   | Početni bodovi                                           | Goran                                                    | Minea                                                    | Mario                                                    | Enis                                                     | Alen                                                     | Tomislav                                                 | Marija                                                   | Antonia D.                                               | Mia                                                      | Faris                                                    | Luciano                                                  | Antonija                                                 | Ukupno bodova                                            |
| ----------- | ----------------------------------------- | -------------------------------------------------------- | -------------------------------------------------------- | -------------------------------------------------------- | -------------------------------------------------------- | -------------------------------------------------------- | -------------------------------------------------------- | -------------------------------------------------------- | -------------------------------------------------------- | -------------------------------------------------------- | -------------------------------------------------------- | -------------------------------------------------------- | -------------------------------------------------------- | -------------------------------------------------------- | -------------------------------------------------------- |
| Alen        | Hanka Paldum – "Ali pamtim još"           | 7                                                        | 12                                                       | 12                                                       | 12                                                       | 12                                                       | X                                                        | 5                                                        | 5                                                        |                                                          |                                                          | 5                                                        |                                                          | 5                                                        | 75                                                       |
| Tomislav    | a-ha – "Take on me"                       | 6                                                        | 9                                                        | 9                                                        | 9                                                        | 9                                                        | 5                                                        | X                                                        |                                                          |                                                          |                                                          |                                                          |                                                          |                                                          | 47                                                       |
| Marija      | Ilan Kabiljo – "Kad nema ljubavi"         | 5                                                        | 8                                                        | 8                                                        | 8                                                        | 8                                                        |                                                          |                                                          | X                                                        | 5                                                        |                                                          |                                                          |                                                          |                                                          | 42                                                       |
| Antonia D.  | Loreen – "Tattoo"                         | 4                                                        | 10                                                       | 10                                                       | 10                                                       | 10                                                       |                                                          |                                                          |                                                          | X                                                        | 5                                                        |                                                          | 5                                                        |                                                          | 54                                                       |
| Mia         | Damir Kedžo – "Sve u meni se budi"        | Ne-finalisti u revijalnom dijelu emisije (bez bodovanja) | Ne-finalisti u revijalnom dijelu emisije (bez bodovanja) | Ne-finalisti u revijalnom dijelu emisije (bez bodovanja) | Ne-finalisti u revijalnom dijelu emisije (bez bodovanja) | Ne-finalisti u revijalnom dijelu emisije (bez bodovanja) | Ne-finalisti u revijalnom dijelu emisije (bez bodovanja) | Ne-finalisti u revijalnom dijelu emisije (bez bodovanja) | Ne-finalisti u revijalnom dijelu emisije (bez bodovanja) | Ne-finalisti u revijalnom dijelu emisije (bez bodovanja) | Ne-finalisti u revijalnom dijelu emisije (bez bodovanja) | Ne-finalisti u revijalnom dijelu emisije (bez bodovanja) | Ne-finalisti u revijalnom dijelu emisije (bez bodovanja) | Ne-finalisti u revijalnom dijelu emisije (bez bodovanja) | Ne-finalisti u revijalnom dijelu emisije (bez bodovanja) |
| Faris       | Zsa Zsa – "Sve u meni se budi"            | Ne-finalisti u revijalnom dijelu emisije (bez bodovanja) | Ne-finalisti u revijalnom dijelu emisije (bez bodovanja) | Ne-finalisti u revijalnom dijelu emisije (bez bodovanja) | Ne-finalisti u revijalnom dijelu emisije (bez bodovanja) | Ne-finalisti u revijalnom dijelu emisije (bez bodovanja) | Ne-finalisti u revijalnom dijelu emisije (bez bodovanja) | Ne-finalisti u revijalnom dijelu emisije (bez bodovanja) | Ne-finalisti u revijalnom dijelu emisije (bez bodovanja) | Ne-finalisti u revijalnom dijelu emisije (bez bodovanja) | Ne-finalisti u revijalnom dijelu emisije (bez bodovanja) | Ne-finalisti u revijalnom dijelu emisije (bez bodovanja) | Ne-finalisti u revijalnom dijelu emisije (bez bodovanja) | Ne-finalisti u revijalnom dijelu emisije (bez bodovanja) | Ne-finalisti u revijalnom dijelu emisije (bez bodovanja) |
| Luciano     | Vesna Zmijanac – "Kad zamirišu jorgovani" | Ne-finalisti u revijalnom dijelu emisije (bez bodovanja) | Ne-finalisti u revijalnom dijelu emisije (bez bodovanja) | Ne-finalisti u revijalnom dijelu emisije (bez bodovanja) | Ne-finalisti u revijalnom dijelu emisije (bez bodovanja) | Ne-finalisti u revijalnom dijelu emisije (bez bodovanja) | Ne-finalisti u revijalnom dijelu emisije (bez bodovanja) | Ne-finalisti u revijalnom dijelu emisije (bez bodovanja) | Ne-finalisti u revijalnom dijelu emisije (bez bodovanja) | Ne-finalisti u revijalnom dijelu emisije (bez bodovanja) | Ne-finalisti u revijalnom dijelu emisije (bez bodovanja) | Ne-finalisti u revijalnom dijelu emisije (bez bodovanja) | Ne-finalisti u revijalnom dijelu emisije (bez bodovanja) | Ne-finalisti u revijalnom dijelu emisije (bez bodovanja) | Ne-finalisti u revijalnom dijelu emisije (bez bodovanja) |
| Antonija    | Dino Merlin – "Kad zamirišu jorgovani"    | Ne-finalisti u revijalnom dijelu emisije (bez bodovanja) | Ne-finalisti u revijalnom dijelu emisije (bez bodovanja) | Ne-finalisti u revijalnom dijelu emisije (bez bodovanja) | Ne-finalisti u revijalnom dijelu emisije (bez bodovanja) | Ne-finalisti u revijalnom dijelu emisije (bez bodovanja) | Ne-finalisti u revijalnom dijelu emisije (bez bodovanja) | Ne-finalisti u revijalnom dijelu emisije (bez bodovanja) | Ne-finalisti u revijalnom dijelu emisije (bez bodovanja) | Ne-finalisti u revijalnom dijelu emisije (bez bodovanja) | Ne-finalisti u revijalnom dijelu emisije (bez bodovanja) | Ne-finalisti u revijalnom dijelu emisije (bez bodovanja) | Ne-finalisti u revijalnom dijelu emisije (bez bodovanja) | Ne-finalisti u revijalnom dijelu emisije (bez bodovanja) | Ne-finalisti u revijalnom dijelu emisije (bez bodovanja) |

## Gledanost
Prva epizoda sezone, prikazana 3. ožujka 2024., bila je najgledaniji televizijski sadržaj tog vikenda s udjelom u gledanosti od 43% te 179% većom gledanošću od prvog konkurenta. Emisiju je pratilo gotovo 580 tisuća gledatelja uz doseg od gotovo 1,1 milijuna gledatelja.

## Vanjske poveznice
- Službena stranica novatv.hr
- Službena Facebook stranica